# Kenya az 1964. évi nyári olimpiai játékokon
Kenya a japán Tokióban megrendezett 1964. évi nyári olimpiai játékok egyik részt vevő nemzete volt. Az országot az olimpián 5 sportágban 37 sportoló képviselte, akik összesen 1 érmet szereztek.

## Érmesek
| Érem  | Versenyző       | Sportág  | Versenyszám |
| ----- | --------------- | -------- | ----------- |
| Bronz | Wilson Kiprugut | Atlétika | Férfi 800 m |

## Atlétika
Férfi
| Versenyző           | Versenyszám    | Előfutam | Előfutam | Előfutam | Negyeddöntő | Negyeddöntő | Negyeddöntő | Elődöntő | Elődöntő | Elődöntő | Döntő         | Döntő         |
| Versenyző           | Versenyszám    | Idő      | Hely.    | Össz.    | Idő         | Hely.       | Össz.       | Idő      | Hely.    | Össz.    | Idő           | Helyezés      |
| ------------------- | -------------- | -------- | -------- | -------- | ----------- | ----------- | ----------- | -------- | -------- | -------- | ------------- | ------------- |
| John Owiti          | 100 m          | 10,64    | 3.       | 26.      | 10,64       | 7.          | 26.         | kiesett  | kiesett  | kiesett  | kiesett       | kiesett       |
| Seraphino Antao     | 100 m          | 10,79    | 4.       | 40.***   | kiesett     | kiesett     | kiesett     | kiesett  | kiesett  | kiesett  | kiesett       | kiesett       |
| Seraphino Antao     | 200 m          | 21,52    | 2.       | 26.**    | 22,11       | 8.          | 29.         | kiesett  | kiesett  | kiesett  | kiesett       | kiesett       |
| Wilson Kiprugut     | 400 m          | 47,04    | 2.       | 17.      | 47,7        | 7.          | 24.         | kiesett  | kiesett  | kiesett  | kiesett       | kiesett       |
| Wilson Kiprugut     | 800 m          | 1:47,8   | 1.       | 1.       |             |             |             | 1:46,1   | 2.       | 2.       | 1:45,9        |               |
| Peter Francis       | 800 m          | 1:50,1   | 5.       | 23.      |             |             |             | kiesett  | kiesett  | kiesett  | kiesett       | kiesett       |
| Kipchoge Keino      | 1500 m         | 3:45,8   | 1.       | 15.*     |             |             |             | 3:41,9   | 5.       | 10.      | kiesett       | kiesett       |
| Kipchoge Keino      | 5000 m         | 13:49,6  | 2.       | 2.       |             |             |             |          |          |          | 13:50,4       | 5.            |
| Naftali Temu        | 10 000 m       |          |          |          |             |             |             |          |          |          | nem ért célba | nem ért célba |
| Naftali Temu        | Maraton        |          |          |          |             |             |             |          |          |          | 2:40:46       | 49.           |
| Chrisantus Nyakwayo | Maraton        |          |          |          |             |             |             |          |          |          | 2:38:38       | 45.           |
| Andrew Soi          | Maraton        |          |          |          |             |             |             |          |          |          | nem ért célba | nem ért célba |
| Kimaru Songok       | 400 m gát      | 54,5     | 7.       | 33.      |             |             |             | kiesett  | kiesett  | kiesett  | kiesett       | kiesett       |
| Benjamin Kogo       | 3000 m akadály | 8:51,0   | 5.       | 18.      |             |             |             |          |          |          | kiesett       | kiesett       |

| Versenyző    | Versenyszám | 100 m | 100 m | Távolugrás | Távolugrás | Súlylökés | Súlylökés | Magasugrás | Magasugrás | 400 m | 400 m | 110 m gát | 110 m gát | Diszkoszvetés | Diszkoszvetés | Rúdugrás | Rúdugrás | Gerelyhajítás | Gerelyhajítás | 1500 m | 1500 m | Végeredmény | Végeredmény |
| Versenyző    | Versenyszám | Idő   | Pont  | Eredmény   | Pont       | Eredmény  | Pont      | Eredmény   | Pont       | Idő   | Pont  | Idő       | Pont      | Eredmény      | Pont          | Eredmény | Pont     | Eredmény      | Pont          | Idő    | Pont   | Pont        | Helyezés    |
| ------------ | ----------- | ----- | ----- | ---------- | ---------- | --------- | --------- | ---------- | ---------- | ----- | ----- | --------- | --------- | ------------- | ------------- | -------- | -------- | ------------- | ------------- | ------ | ------ | ----------- | ----------- |
| Koech Kiprop | Tízpróba    | 11,7  | 643   | 650 cm     | 715        | 10,55 m   | 500       | 187 cm     | 743        | 52,8  | 687   | 15,1      | 837       | 33,07 m       | 542           | 405 cm   | 820      | 55,54 m       | 705           | 4:41,6 | 515    | 6707        | 17.         |

* - egy másik versenyzővel azonos időt ért el

** - két másik versenyzővel azonos időt ért el

*** - négy másik versenyzővel azonos időt ért el

## Gyeplabda
| Kenyai férfi gyeplabdacsapat-játékoskeret | Kenyai férfi gyeplabdacsapat-játékoskeret |
| --- | --- |
| - Krishnan Kumar Aggarwal - Tejparkash Singh Brar - Reynold D'Souza - Edgar Fernandes - Egbert Fernandes - Hilary Fernandes - Leo Fernandes - Silvester Fernandes | - Saude George - Amar Singh Mangat - Alu Mendonca - Santokh Singh Matharu - Surjeet Singh Panesar - John Simonian - Avtar Singh Sohal - Anthony Vaz |

### Eredmények
Csoportkör
A csoport
| Csapat               | M | Gy | D | V | G+ | G– | Gk  | P  |
| -------------------- | - | -- | - | - | -- | -- | --- | -- |
| Pakisztán (PAK)      | 6 | 6  | 0 | 0 | 17 | 3  | +14 | 12 |
| Ausztrália (AUS)     | 6 | 4  | 0 | 2 | 16 | 5  | +11 | 8  |
| Kenya (KEN)          | 6 | 3  | 1 | 2 | 7  | 9  | –2  | 7  |
| Japán (JPN)          | 6 | 3  | 0 | 3 | 6  | 6  | 0   | 6  |
| Nagy-Britannia (GBR) | 6 | 2  | 0 | 4 | 5  | 12 | –7  | 4  |
| Rodézia (RHO)        | 6 | 1  | 1 | 4 | 4  | 16 | –12 | 3  |
| Új-Zéland (NZL)      | 6 | 1  | 0 | 5 | 6  | 10 | –4  | 2  |

| 1964. október 11. 10:00 | Kenya (KEN) | 0 – 0 | Rodézia (RHO) |  |
| 1964. október 11. 10:00 | (0 – 0)     |       |               |  |

| 1964. október 12. 10:00 | Pakisztán (PAK)              | 5 – 2   | Kenya (KEN)   |  |
| 1964. október 12. 10:00 | Hussain Atif 3 Ahmad Dan Din | (2 – 2) | Sohal Panesar |  |

| 1964. október 13. 11:40 | Kenya (KEN)           | 3 – 2   | Új-Zéland (NZL) |  |
| 1964. október 13. 11:40 | Sohal Mangat Mendonca | (1 – 1) | Byers Bygrave   |  |

| 1964. október 15. 11:40 | Kenya (KEN)     | 1 – 0   | Ausztrália (AUS) |  |
| 1964. október 15. 11:40 | Edgar Fernandes | (1 – 0) |                  |  |

| 1964. október 16. 10:00 | Kenya (KEN) | 0 – 2   | Japán (JPN)      |  |
| 1964. október 16. 10:00 |             | (0 – 1) | Tanaka Jamagucsi |  |

| 1964. október 18. 10:00 | Nagy-Britannia (GBR) | 0 – 1   | Kenya (KEN) |  |
| 1964. október 18. 10:00 |                      | (0 – 0) | Sohal       |  |

Az 5–8. helyért
| 1964. október 21. 10:00 | Kenya (KEN)                          | 3 – 1 (h. u.)  | Hollandia (NED) |  |
| 1964. október 21. 10:00 | L. Fernandes Egbert Fernandes Mangat | (0 – 1, 1 – 0) | Zweerts         |  |

Az 5. helyért
| 1964. október 22. 13:55 | Kenya (KEN) | 0 – 3   | Egyesült Német Csapat (EUA) |  |
| 1964. október 22. 13:55 |             | (0 – 1) | Ehrlich 2 Lippert           |  |

| Csapat      | Helyezés |
| ----------- | -------- |
| Kenya (KEN) | 6.       |

## Ökölvívás
| Versenyző       | Versenyszám  | Selejtező                   | 32-es főtábla               | Nyolcaddöntő               | Negyeddöntő       | Elődöntő          | Döntő             | Helyezés |
| Versenyző       | Versenyszám  | Ellenfél Eredmény           | Ellenfél Eredmény           | Ellenfél Eredmény          | Ellenfél Eredmény | Ellenfél Eredmény | Ellenfél Eredmény | Helyezés |
| --------------- | ------------ | --------------------------- | --------------------------- | -------------------------- | ----------------- | ----------------- | ----------------- | -------- |
| John Kamau      | Légsúly      |                             | Papp Tibor (HUN) · 2-3      | kiesett                    | kiesett           | kiesett           | kiesett           | 17.      |
| Philip Waruinge | Pehelysúly   |                             | Alfonso Frazer (PAN) · RSC  | Heinz Schulz (EUA) · 0-5   | kiesett           | kiesett           | kiesett           | 9.       |
| Alex Oundu      | Könnyűsúly   | erőnyerő                    | Bruno Arcari (ITA) · RSC    | Józef Grudzień (POL) · 1-4 | kiesett           | kiesett           | kiesett           | 9.       |
| John Olulu      | Kisváltósúly | Eduardo Zazueta (MEX) · 5-0 | Vladimír Kučera (TCH) · 0-5 | kiesett                    | kiesett           | kiesett           | kiesett           | 17.      |
| Gichere Gakungu | Váltósúly    |                             | Sikuru Alimi (NGR) · 2-3    | kiesett                    | kiesett           | kiesett           | kiesett           | 17.      |

## Sportlövészet
Férfi
| Versenyző            | Versenyszám          | Pont | Helyezés |
| -------------------- | -------------------- | ---- | -------- |
| Leonard Bull         | Gyorstüzelő pisztoly | 553  | 44.      |
| Alan Handford-Rice   | Gyorstüzelő pisztoly | 515  | 51.      |
| Michael Horner       | Szabadpisztoly       | 524  | 36.      |
| Nigel Vernon-Roberts | Sportpuska, fekvő    | 570  | 71.      |

## Vitorlázás
Nyílt
| Versenyző   | Versenyszám | Futam | Futam | Futam | Futam | Futam | Futam | Futam | Pontszám | Helyezés |
| Versenyző   | Versenyszám | 1     | 2     | 3     | 4     | 5     | 6     | 7     | Pontszám | Helyezés |
| ----------- | ----------- | ----- | ----- | ----- | ----- | ----- | ----- | ----- | -------- | -------- |
| Peter Cooke | Finn dingi  | 506   | 540   | 239   | (172) | 172   | 205   | 205   | 1867     | 24.      |